# Arlindo Barbeitos
Arlindo do Carmo Pires Barbeitos (Catete, Ícolo e Bengo 24 de desembre de 1940) és un poeta d'Angola. En 1961 es va exiliar per motius polítics i va fer els estudis superiors a França, Bèlgica, Suïssa i Alemanya Occidental (1965-1969), on es va formar en etnologia i sociologia, i va exercir com a professor universitari a Lubango i a la Universitat Catòlica d'Angola. Entre 1961 i 1975 fou combatent del MPLA en la Guerra de la Independència d'Angola.
La seva poesia té reminiscències de la poesia tradicional africana, de tradició oral, i de les poesies xinesa i japonesa.

## Obra poètica
- Angola Angolê Angolema, 1975, Lisboa, Sá da Costa;
- Nzoji (Sonho), 1979, Lisboa, Sá da Costa;
- O rio estórias de regresso, 1985, Imprensa Nacional-Casa da Moeda;
- Fiapos de Sonho, 1990, Lisboa, Vega;
- Na Leveza do Luar Crescente, 1998, Lisboa, Editorial Caminho.